# قانون نیروی آمپر

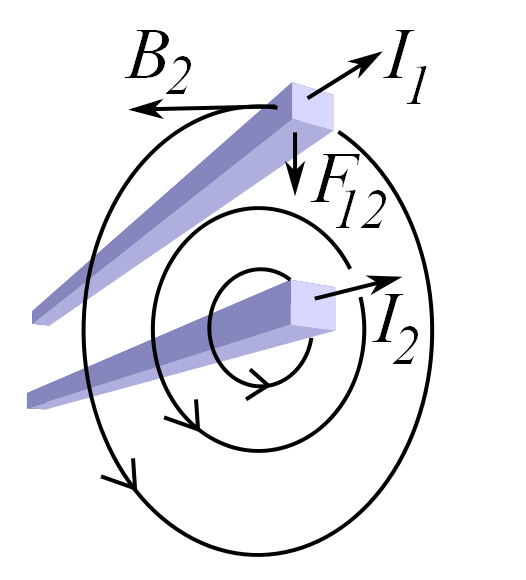
سیم بالایی که حامل جریان I_{1} است، تحت نیروی لورنتس F_{12} ناشی از B_{2} که توسط سیم پایینی ایجاد شده قرار می‌گیرد. (با وجود اینکه در تصویر نمایش داده نشده، به صورت همزمان سیم پایینی با جریان I_{2} تحت نیروی مغناطیسی F_{21} بر اثر B_{1} ایجادشده توسط سیم بالایی قرار می‌گیرد)

در الکترومغناطیس، قانون فیزیکی حاکم بر نیروی رانش یا ربایش بین دو سیم حامل جریان را اغلب قانون نیروی آمپر می‌نامند. عامل اصلی به وجود آمدن نیرو، تولید میدان مغناطیسی توسط هر یک سیم‌ها مطابق قانون بیوساوار و اعمال نیروی مغناطیسی از طرف میدان بر سیم‌ها مطابق نیروی لورنتس است

## معادله
یک مثال ساده برای قانون نیروی آمپر، که زمینه‌ساز تعریف یکای آمپر در دستگاه بین‌المللی یکاها است، مربوط به نیروی وارد بر یکای طول دو هادی موازی است:
{\displaystyle F_{m}=2k_{A}{\frac {I_{1}I_{2}}{r}}}،
که در آن:{\displaystyle F_{m}=2k_{A}{\frac {I_{1}I_{2}}{r}}} ثابت نیروی مغناطیسی است و r فاصلهٔ بین سیم‌ها. I1 و I2 جریان مستقیمی است که هادی‌ها در بر دارند. این فرمول می‌تواند برای طول‌های محدود تقریب خوبی باشد، به شرط اینکه فاصلهٔ بین سیم‌ها نسبت به طولشان ناچیز و نسبت به قطرشان بزرگ باشد. مقدار kA بستگی به دستگاه یکای مورد استفاده دارد و بزرگی یکای جریان را تعیین می‌کند. در دستگاه بین‌المللی یکاها:
{\displaystyle k_{A}\ {\overset {\underset {\mathrm {def} }{}}{=}}\ {\frac {\mu _{0}}{2\pi }}\ }
که در آن μ0 ثابت تراوایی خلاء است و در اس‌آی به صورت زیر تعریف می‌شود:
{\displaystyle \mu _{0}\ {\overset {\underset {\mathrm {def} }{}}{=}}\ 4\pi \times 10^{-7}\ } N / (A)2.
بنابراین در خلاء نیروی وارد بر یکای طول دو هادی موازی که در فاصلهٔ ۱متری از یکدیگر قرار دارند و حامل جریان ۱ آمپر هستند دقیقاً برابر خواهد شد با:
{\displaystyle \displaystyle 2\times 10^{-7}} N/m.
فرمول کلی برای محاسبهٔ نیروی مغناطیسی بین اشکال مختلف هندسی با استفاده از انتگرال خطی و ترکیب قوانین بیوساوار و نیروی لورنتس به صورت زیر در یک معادله قابل تعریف است:
{\displaystyle {\vec {F}}_{12}={\frac {\mu _{0}}{4\pi }}\int _{L_{1}}\int _{L_{2}}{\frac {I_{1}d{\vec {\ell }}_{1}\ \mathbf {\times } \ (I_{2}d{\vec {\ell }}_{2}\ \mathbf {\times } \ {\hat {\mathbf {r} }}_{21})}{|r|^{2}}}}
که در آن
- {\displaystyle {\vec {F}}_{12}} نیروی کل واردشده بر سیم ۱ از طرف سیم ۲ است (معمولاً بر حسب نیوتون اندازه‌گیری می‌شود)،
- I1 و I2 جریان‌های سیم‌های ۱ و ۲ هستند (معمولاً بر حسب آمپر اندازه‌گیری می‌شوند)،
- انتگرال دوگانهٔ خطی، مجموع نیروهای وارد بر هر جزء از سیم ۱، ناشی از میدان مغناطیسی هر جزء از سیم ۲ را محاسبه می‌کند،
- {\displaystyle d{\vec {\ell }}_{1}} و {\displaystyle d{\vec {\ell }}_{2}} بردارهای بی‌نهایت کوچکی هستند که به ترتیب مربوط به سیم ۱ و سیم ۲ می‌شوند (معمولاً بر حسب متر اندازه‌گیری می‌شوند)؛ برای جزئیات بیشتر انتگرال خطی را ببینید،
- بردار {\displaystyle {\hat {\mathbf {r} }}_{21}} بردار واحد اشاره‌کننده از جزء دیفرانسیلی سیم یک به جزء دیفرانسیلی سیم ۲ است، و |r| فاصلهٔ بین این دو،
- ضرب × از نوع ضرب برداری است،
- علامت In بستگی به سمت‌گیری {\displaystyle d{\vec {\ell }}_{n}} دارد (برای نمونه، اگر {\displaystyle d{\vec {\ell }}_{1}} به سمت جریان الکتریکی اشاره داشته باشد، آن‌گاه I1>0).

برای محاسبهٔ نیروی بین دو سیم واقع در محیط مادی، ثابت تراوایی خلاء را با مقدار واقعی تراوایی مغناطیسی محیط جایگزین می‌کنند.